# کمربند پنبه
کمربند پنبه (به انگلیسی: Cotton Belt) سرزمینی در جنوب خاوری ایالات متحدهٔ آمریکا است که قسمت اعظم پنبهٔ جهان را تأمین می‌نماید. این سرزمین که دارای خاک سیاه رنگ است در مناطق تکزاس، می سی سی پی و آلاباما واقع شده و یکی از غنی‌ترین خاک‌های کشاورزی جهان را تشکیل می‌دهد. پاره‌ای از مناطق پنبه‌خیر آمریکا مانند فلوریدا خارج از این کمربند قرار گرفته‌اند.